# Kevin Edward
Kevin Edward (Vieux Fort, 24 marzo 1991) è un calciatore santaluciano, centrocampista del Vieux Fort South.

## Carriera

### Nazionale
Ha collezionato 10 presenze in Nazionale.